# Трештановци
Трештановци су насељено место у општини Јакшић, у западној Славонији, Република Хрватска.

## Историја
Место је 1885. године било у склопу Пакрачког изборног среза са својих 444 православаца.
До нове територијалне организације налазило се у саставу бивше велике општине Славонска Пожега.

## Становништво
Насеље је према попису становништва из 2011. године имало 257 становника.
| Националност       | 1991.        |
| Срби               | 132 (44,14%) |
| Хрвати             | 130 (43,47%) |
| Југословени        | 22 (7,35%)   |
| остали и непознато | 15 (5,01%)   |
| Укупно             | 299          |